# Aeropuerto de Kissidougou
El Aeropuerto de Kissidougou  (en francés: Aéroport de Kissidougou) (IATA: KSI , ICAO: GUKU ) es un aeropuerto que sirve a la localidad de Kissidougou en la prefectura del mismo nombre parte del país africano de Guinea.
El 16 de enero de 1984, un Douglas C- 47 9Q- CYD de la empresa Transport Aérien Zairois salió de la pista después de un fallo de motor en el despegue. La Hierba seca generó un incendio cuando entró en contacto con el motor caliente y el avión fue posteriormente destruido por el fuego. Todas las diecisiete personas a bordo escaparon ilesas. El avión estaba operando un vuelo no regular de pasajeros en apoyo del Rally Dakar.